# Centralny Urząd Jakości i Miar
Centralny Urząd Jakości i Miar – jednostka organizacyjna rządu istniejąca w latach 1966–1972, ustanowiona  w sprawach jakości surowców, materiałów, półwyrobów i wyrobów gotowych, oraz w sprawach miar i probiernictwa.

## Powołanie urzędu
Na podstawie ustawy z 1966 r. o utworzeniu Centralnego Urzędu Jakości i Miar ustanowiono Urząd w miejsce zniesionego Głównego Urzędu Miar. Urząd podlegał Prezesowi Rady Ministrów. Urzędowi podlegały okręgowe i obwodowe urzędy jakości i miar oraz urzędy probiercze.

## Zakres działania Urzędu
Do zakresu działania Urzędu należało:
- inicjowanie i organizowanie przedsięwzięć zmierzających do zabezpieczenia i poprawy jakości wyrobów oraz koordynowanie tych przedsięwzięć w zakresie międzyresortowym,
- opracowywanie zagadnień związanych z kontrolą jakości wyrobów krajowych i pochodzenia zagranicznego,
- dokonywanie w zakładach produkcyjnych szczególnej kontroli jakości wyrobów oraz przeprowadzanie doraźnych kontroli jakości wyrobów i działalności kontroli technicznej,
- koordynowanie prac resortowych jednostek działających niezależnie od producenta w zakresie kontroli jakości oraz odbiorów technicznych wyrobów,
- prowadzenie spraw związanych z oznaczaniem wyrobów znakami jakości,
- wykonywanie zadań wynikających z ustawy o miarach i narzędziach pomiarowych oraz z prawa probierczego.

## Kierowanie Urzędem
Na czele Urzędu stał Prezes.
Prezesa Urzędu i jego zastępców powoływał i odwoływał Prezes Rady Ministrów.
Przy Urzędzie działały jako organy doradcze i opiniodawcze:
- Rada do Spraw Jakości,
- Rada do Spraw Metrologii.

## Uprawnienia Prezesa Urzędu
Prezes Urzędu ustalał:
- programy obowiązkowych badań i oceny jakości wyrobów oraz zakres tych badań i oceny,
- obowiązek udzielania odbiorcom atestów jakościowych na dostarczane surowce i materiały w przypadkach niezbędnych dla zabezpieczenia właściwej jakości wyrobów, o ile warunki techniczne nie przewidują tego wymogu,
- ogólne wytyczne w zakresie kryteriów oceny jakości wyrobów.

## Zniesienie Urzędu
Na podstawie ustawy z 1972 r. o zniesieniu Centralnego Urzędu Jakości i Miar i Polskiego Komitetu Normalizacyjnego zlikwidowano Urząd.